# Salus
Dans la mythologie romaine, Salus (en latin : salus, "sécurité", "salut", "bien-être") était la déesse de la sécurité et du bien-être (bien-être, santé et prospérité) de l'individu et de l'État. 
Salus est l'une des plus anciennes déesses romaines : elle a également été appelée Salus Semonia, un fait qui pourrait faire allusion à son appartenance à la catégorie des Semones, qui comprend des dieux tels que Semo Sancus Dius Fidius. Ce point de vue est cependant contesté parmi les spécialistes. Les deux dieux avaient des temples à Rome respectivement sur les Collis Salutaris et Mucialis, deux collines adjacentes du Quirinal, situées dans la région connue sous le nom d'Alta Semita. Le vœu de construire un temple à Salus, fut prononcé en 304 av. J.-C., pendant les guerres samnites, par le dictateur Caius Iunius Bubulcus Brutus. Le temple fut consacré le 5 août 302 av. J.-C. comme Salus Publica Populi Romani et orné de fresques à l'ordre de Caius Fabius Pictor (en).
La haute antiquité et l'importance du culte de Salus sont attestées par la cérémonie peu connue de l'Augurium Salutis, célébrée chaque année le 5 août pour la préservation de l'État romain. Son culte était répandu dans toute l'Italie. Les sources littéraires enregistrent des relations avec Fortuna et Spes. 
Elle est parfois assimilée à la déesse grecque Hygie bien que ses fonctions diffèrent considérablement. Hygie avait en effet d'abord été importée par les Romains sous le nom de Valétudo, la déesse de la santé personnelle, mais avec le temps, elle fut de plus en plus identifiée avec Salus. De fait, Salus et Valétudo furent de plus en plus associées, conservant cependant un culte distinct.
Plus tard, Salus est devenue davantage une protectrice de la santé personnelle. Vers 180 avant notre ère, des rites sacrificiels en l'honneur d'Apollon, d'Esculape et de Salus y ont eu lieu (Tite-Live, XL, 37). Il y avait une statue à Salus dans le temple de Concordia. Elle est d'abord connue pour être associée au serpent d'Esculape à partir d'une pièce de 55 av. J.-C. frappée par M. Acilius[Qui ?]. Sa fête a été célébrée le 30 mars.

## Salus et Sancus
Les deux divinités étaient liées de plusieurs manières. Leurs sanctuaires (aedes) étaient très proches l'un de l'autre, situés sur deux sommets adjacents du Quirinal, les Collis Mucialis et Salutaris respectivement. Certains érudits déclarent également que des inscriptions à Sancus ont été trouvées sur le Collis Salutaris. De plus, Salus est la première de la série de divinités mentionnées par Macrobe comme liées dans leur sacralité : Salus, Semonia, Seia, Segetia, Tutilina, qui exigeaient l'observance d'un dies feriatus de la personne qui prononçait son nom. Ces divinités étaient liées aux anciens cultes agraires de la vallée du Circus Maximus qui restent mystérieux.
Les érudits allemands Georg Wissowa, Eduard Norden et Kurt Latte parlent d'une divinité nommée Salus Semonia qui n'est attestée que dans une seule inscription de l'an 1 de notre ère, mentionnant Salus Semonia dans sa dernière ligne (ligne dix-sept). Il existe un consensus parmi les chercheurs sur le fait que cette ligne est un ajout ultérieur et ne peut pas être datée avec certitude. Dans les autres inscriptions, Salus n'est jamais connecté à Semonia.

## Représentations

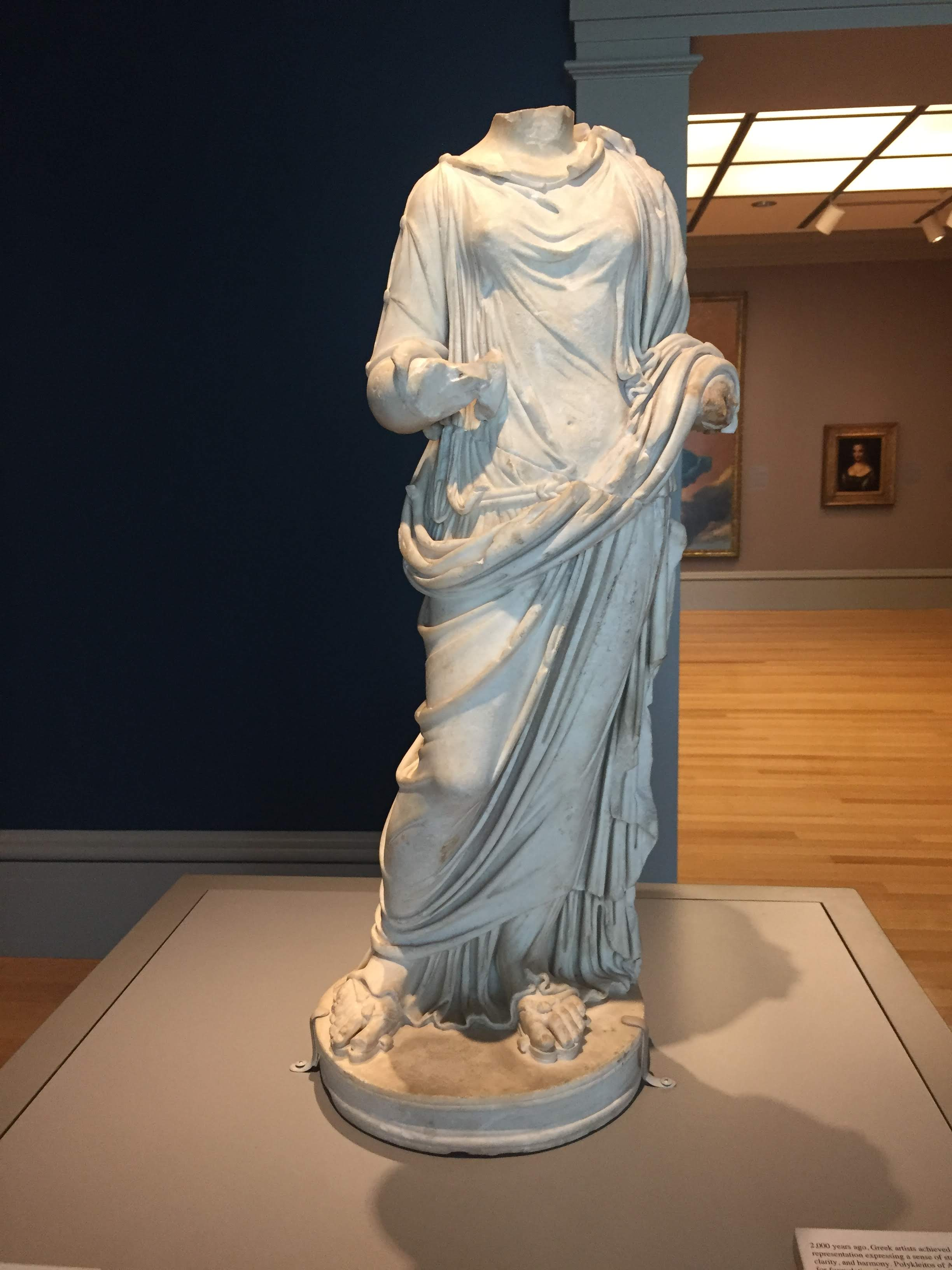
Une statue en marbre de Salus réalisée pendant la période impériale romaine (vers 69-192 après J.-C.)

Salus était souvent représentée assise, les jambes croisées (une position courante pour Securitas (en)), appuyant son coude sur le bras de son trône. Souvent, sa main droite tend une patère (plat peu profond utilisé dans les cérémonies religieuses) pour nourrir un serpent qui est enroulé autour d'un autel. Le serpent est dressé et penche la tête vers la patère.
Parfois, sa main est ouverte et vide, faisant un geste. Parfois, le serpent dirige son regard vers le sien. Parfois il n'y a pas d'autel ; le serpent est enroulé autour du bras de son trône à la place.
De temps en temps, Salus a un grand bâton dans sa main gauche avec un serpent enroulé autour ; parfois sa main droite soulève une silhouette féminine plus petite. Plus tard, Salus est représentée debout, nourrissant son serpent. C'est alors devenu la pose la plus courante : elle se tient debout et saisit fermement le serpent qui se tortille sous son bras, le dirigeant vers la nourriture qu'elle tend sur un plat dans son autre main. Plus rarement, Salus tient une rame de direction dans sa main gauche (indique son rôle pour guider l'empereur à travers une vie saine). Cette position est plus caractéristique de Fortuna.

## Poème à la déesse Salus dans le désert africain

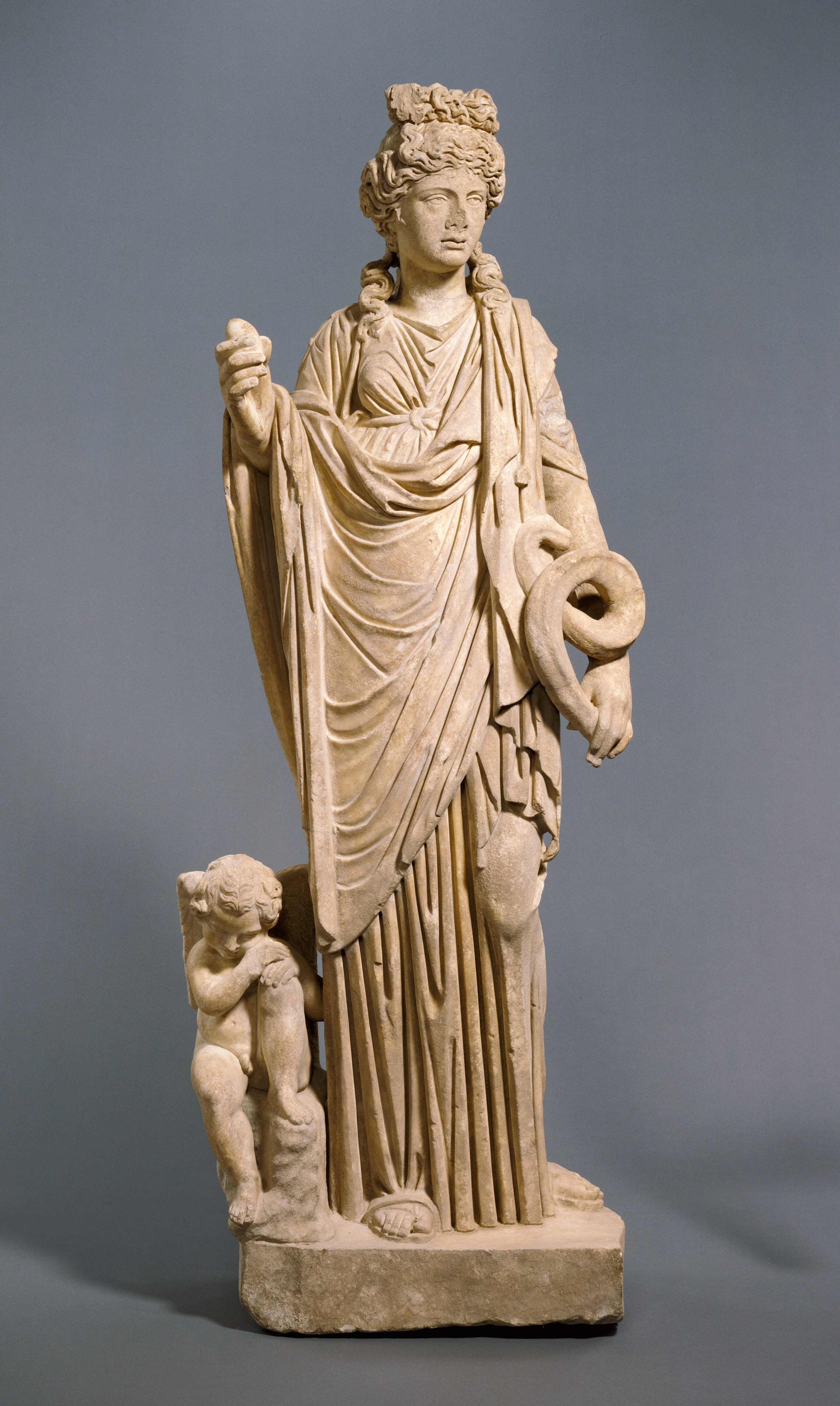
Statue de Salus du IIIe siècle dans la Villa Getty

Sur la construction du fort de Bu Njem dans le désert africain (202 apr. J.-C.), le centurion Avidius Quintianus a dédié un poème à la déesse Salus dans les bains ; le poème a probablement été ajouté directement après la fin de la construction des bains, ainsi consacrés à la déesse. La Déesse fut probablement choisie car elle est bien adaptée à la vie ordinaire sur le site. De plus, Salus accordait non seulement la santé mais aussi la sécurité. Le choix de Salus pourrait également attirer la sympathie des troupes de Bu Njem qui s'étendrait également aux troupes absentes. Le poème fait référence aux bienfaits de Salus tels que Salutis lymphas et Salutis gratia. Ces inscriptions sont des allusions non seulement aux vagues appartenant à Salus mais aussi les bienfaits de l'eau et les soins pour la santé.
De fait, les sentiments qui dominent le poème sont « Sollicitude et Amitié », Sollicitude non seulement envers ses occupants dans le camp, mais aussi envers qui leur succédera, et amitié envers la fraction de la garnison qui est partie en opération. L'inscription est la suivante :
Quaesii multum quot memoriae tradere

A gens prae cunctos in hac castra milites

Votum communem proque reditu exercitus

Inter priores et futuros reddere

Dum quaero mecum digna nomina

Inveni tandem nomen et numen deae

Votis perennem quem dicare in hoc loco

Salutis igitur quandium cultures sient

Qua potui sanxi nomen et cunctis dedi

Veras saltis lymphas tantis ignibus

In istis simper harenacis collibus

Nutantis austri solis flammas fervidas

Tranquille ut nando delenirent corpora

Ita tu qui sentis magnam facti gratiam

Aestuantis animae fucilari spiritum

Noli pigere laudem voce reddere

Veram qui voluit esse sanum tibi

Set protestare vel salutis gratia

Q Avidius Quintianus- centurio leg(ionis) III Aug(ustae)

Faciendum curavit[Traduire passage]